# Calzadilla de la Cueza
Calzadilla de la Cueza ist ein Ort am Jakobsweg in der Provinz Palencia der Autonomen Gemeinschaft Kastilien und León, administrativ ist es von Cervatos de la Cueza abhängig.

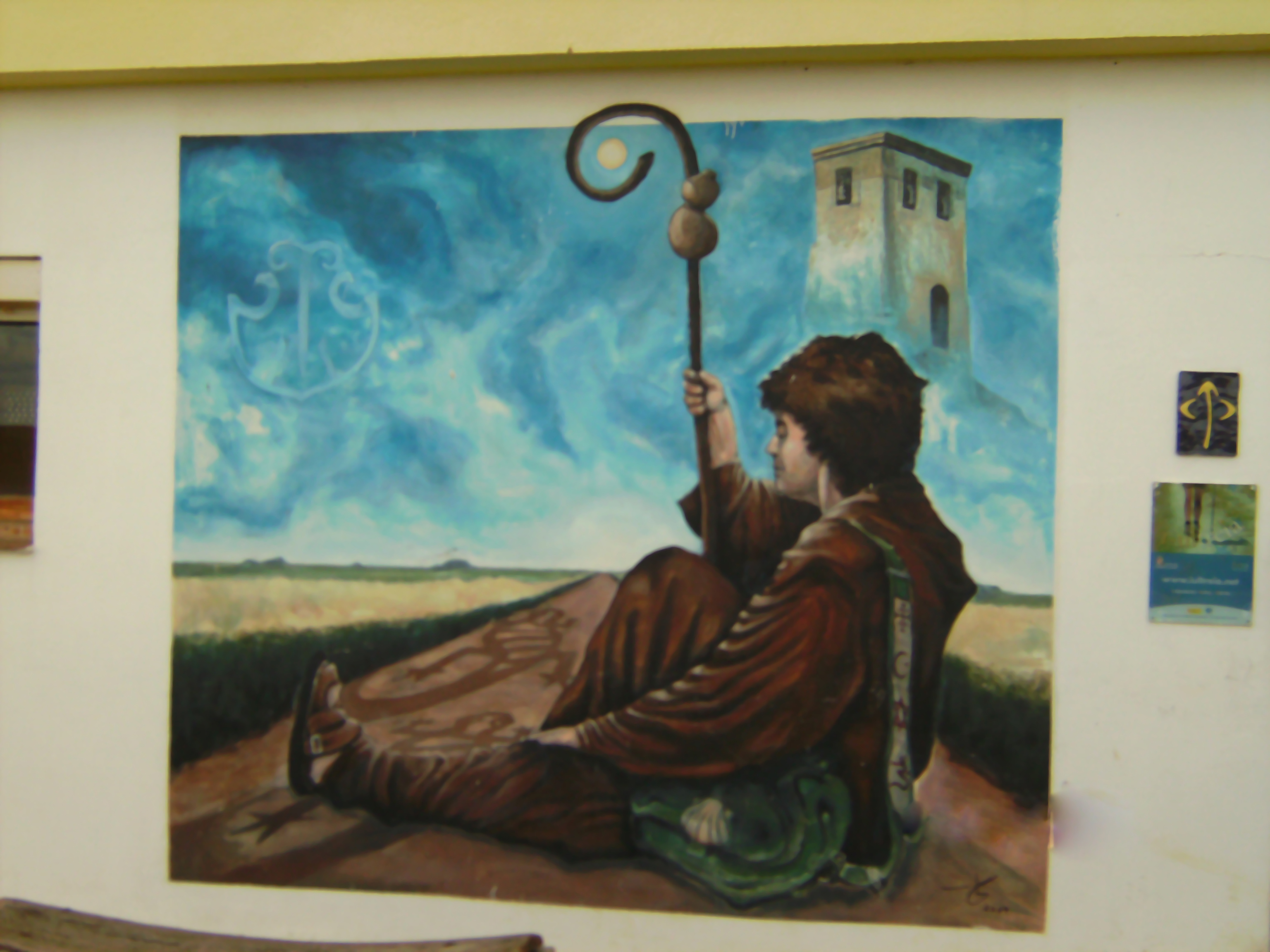
Gemälde an der Pilgerherberge in Calzadilla de la Cueza

## Geschichte
Der Name des Ortes bezieht sich auf den Jakobsweg (Calzadilla = Verkleinerungsform von Calzada, Fußweg) und auf das Flüsschen Cueza. Im Ort wurden Spuren einer römischen Siedlung gefunden, die Bravo Lozano in einem Zusammenhang mit einer in Quintanilla de la Cueza ausgegrabenen römischen Villa stehend vermutet. Am Ortsrand kann man in einigen verfallenden Lehmbauten noch die Reste des ehemaligen Klosters Santa Maria de las Tiendas sehen, das auch unter dem Namen „Hospiz des Grand Cavalier“ in Reisebeschreibungen erwähnt wurde. Das Kloster war eine große Abtei und Hospiz des Santiagoritterordens, seine jetziger Zustand täuscht über seine frühere Größe hinweg.

## Sehenswertes
- Martinskirche (Iglesia San Martín) mit einem sehenswerten Altar aus dem Kloster Santa Maria de las Tiendas.